# Novi Dol
Novi Dol – wieś w Chorwacji, w żupanii karlowackiej, w gminie Barilović. W 2011 roku pozostawała niezamieszkana.